# Mirjam Melchers
Pour les articles homonymes, voir Melchers.
Mirjam Melchers-van Poppel, née le 26 septembre 1975 à Arnhem, est une coureuse cycliste néerlandaise à la retraite.

## Biographie
Spécialiste des courses d'un jour, Mirjam Melchers a occupé la première place mondiale, et remporté plusieurs courses comptant pour la Coupe du monde féminine. Après avoir été titrée championne des Pays-Bas en 2000, elle termine à plusieurs reprises sur le podium de la Coupe du monde. Elle remporte en particulier la Primavera Rosa en 2002, et deux fois le Tour des Flandres féminin, en 2005 et 2006. 
Le 7 septembre 2006, elle chute au cours de la 3e étape de l'Euregio Tour et se casse le bassin, la hanche et la mâchoire. 
Mirjam Melchers est mariée à l'ancien sprinter Jean-Paul van Poppel.

## Palmarès
- 1998
  - 4e étape du Holland Ladies Tour
- 1999
  - 5e étape du Holland Ladies Tour
  - 2e du Tour de Drenthe
  - 2e du championnat des Pays-Bas sur route
  - 2e du championnat des Pays-Bas du contre-la-montre
- 2000
  -  Championne des Pays-Bas sur route
  - Holland Ladies Tour
    - Classement général
    - 3e étape

  - 2e étape de La Grande Boucle féminine internationale
  - 3e de la Canberra Women's Classic
  - 3e de la Coupe du monde
  - 3e du Grand Prix de Suisse
- 2001
  - Tour de Thuringe
    - Classement général
    - 1re et 2e étapes

  - 2e de la Primavera Rosa
  - 2e de l'Amstel Gold Race
  - 2e de la Canberra Women's Classic
  - 2e de la Coupe du monde
- 2002
  - 7e étape du Holland Ladies Tour
  - Prologue du Tour de Thuringe
  - 1re étape du Tour de Snowy
  - Primavera Rosa
  - 2e du Tour de Snowy
  - 2e de l'Amstel Gold Race
  - 2e du Holland Ladies Tour
  - 2e de la Coupe du monde
  - 3e du Tour de Thuringe
  - 3e du GP Castilla y Leon
  - 3e de la Canberra Women's Classic
  - 3e du championnat des Pays-Bas sur route
- 2003
  - 1re étape du Ster Zeeuwsche Eilanden
  - Ster Zeeuwsche Eilanden
  - GP Castilla y Leon
  - Tour de Drenthe
    - Classement général
    - 1re étape (contre-la-montre par équipes)
    - 2e étape

  - 3e étape du Holland Ladies Tour (contre-la-montre par équipes)
  - Emakumeen Bira
  - 2e du Tour de Castille-et-Leon
  - 2e du championnat du monde sur route
  - 3e du Grand Prix de Plouay
  - 3e du championnat des Pays-Bas du contre-la-montre
  - 3e de la Coupe du monde
- 2004
  -  Championne des Pays-Bas du contre-la-montre
  - LuK Challenge (avec Leontien van Moorsel)
  - Holland Ladies Tour
    - Classement général
    - 2e étape

  - 2e de la Primavera Rosa
  - 3e étape du Tour de Castille-et-Leon
  - Tour de Castille-et-Leon
  - 2e de l'Emakumeen Bira
  - 2e du Grand Prix de Plouay
  - 3e du Tour de Thuringe
  - 3e du GP Castilla y Leon
- 2005
  - Tour des Flandres féminin
  - Durango-Durango Emakumeen Saria
  - Ster Zeeuwsche Eilanden
  - 3e étape du Ster Zeeuwsche Eilanden
  - 5e étape du Tour d'Italie
  - Prologue du Tour de Toscane
  - 4eb étape du Holland Ladies Tour (contre-la-montre par équipes)
  - 2e du Luk Challenge
  - 3e du Tour de Bochum
  - 3e de l'Emakumeen Bira
  - 3e du championnat des Pays-Bas du contre-la-montre
  - 3e du Holland Ladies Tour
  - 3e du Tour de Toscane
  - 3e de la Coupe du monde
- 2006
  - Tour des Flandres féminin
  - 1re étape du Tour de l'Aude (contre-la-montre par équipes)
  - 2e du Circuit Het Volk
  - 3e du Ronde van Gelderland
- 2007
  - 1re étape de l'Emakumeen Bira (avec Susanne Ljungskog, Loes Gunnewijk)
  - Grand Prix Gerrie Knetemann
  - 2e de Durango-Durango Emakumeen Saria
  - 3e du Ster Zeeuwsche Eilanden
  - 3e du championnat des Pays-Bas du contre-la-montre
  - 3e du Chrono Champenois - Trophée Européen
- 2008
  - 2e étape du Tour de l'Aude (contre-la-montre par équipes)
  - Prologue du Tour d'Italie
  - 2e du championnat des Pays-Bas sur route
  - 3e du Tour de Berne

### Classements mondiaux
| Année          | 1998 | 1999 | 2000 | 2001 | 2002 | 2003 | 2004 | 2005 | 2006 | 2007 | 2008 | 2009 | 2010 |
| Classement UCI | 46e  | 21e  | 5e   | 3e   | 2e   | 2e   | 2e   | 4e   | 39e  | 38e  | 44e  | 83e  | 252e |
| Coupe du monde | 19e  | 13e  | 3e   | 2e   | 2e   | 3e   | 4e   | 3e   | 22e  | 81e  | -    | 28e  | -    |

## Palmarès en cyclo-cross
- 2003-2004
  -  Championne des Pays-Bas de cyclo-cross
- 2004-2005
  - 3e du championnat du monde
- 2007-2008
  -  Championne des Pays-Bas de cyclo-cross